# Gynochthodes
Gynochthodes es un género con 25 especies de plantas con flores perteneciente a la familia de las rubiáceas.
Es nativo de Indochina, Malasia y oeste del Pacífico.

## Descripción
Estas plantas fueron previamente incluidos en Morinda, el cual fue previamente circunscrito de manera más amplia como un grupo pantropical de arbustos, árboles y lianas. Sin embargo Razafimandimbison et al. (2009) estudió a Morinda y géneros relacionados con datos moleculares, y llegó a la conclusión de que las especies se clasifican en dos subtipos distintos, que se tratan como Morinda  y Gynochthodes. En Madagascar, Morinda conserva una especie pantropical, M. citrifolia, mientras que las especies restantes han sido transferidos al género paleotrópico Gynochthodes. En general Gynochthodes comprende lianas con flores dioicas a polígamas y el tubo de la corola es más corto que los lóbulos de la corola. Además, estas especies tienen hojas opuestas, estípulas que son interpeciolares a poco tubulares,  corolas con 5-6 lóbulos, y frutas carnosas múltiples que son generalmente de color blanco a amarillo cuando están maduras. El fruto de cada flor tiene 2-4 semillas en general, que están encerrados en pirenos. Razafimandimbison et al. (2009) caracteriza la biología reproductiva de este género con base en estudios del Pacífico y de las especies del sudeste asiático, la biología reproductiva de las especies de Madagascar no se ha estudiado. Una de las especies de Madagascar que se incluyó en su análisis, G. retusa,  se encontró que estaba relacionada con varias especies del Pacífico. Hay alguna variación en Gynochthodes y géneros relacionados (por ejemplo, Caelospermum ) en el grado de fusión de las flores en una inflorescencia, y no parece haber alguna variación en esta característica entre las plantas de Madagascar.

## Taxonomía
El género fue descrito por Carl Ludwig Blume y publicado en Bijdragen tot de flora van Nederlandsch Indië 993. 1826. La especie tipo es: Gynochthodes coriacea Blume

## Especies seleccionadas
- Gynochthodes australiensis Johanss. (1988 publ. 1989).
- Gynochthodes coriacea Blume (1826).
- Gynochthodes epiphytica (Rech.) A.C.Sm. & S.P.Darwin (1988).
- Gynochthodes lenticellata (C.B.Rob.) Merr. (1923).